# Morgan Taylor
Frederick Morgan Taylor (17. dubna 1903 Sioux City, Iowa – 16. února 1975 Irondequoit, New York) byl americký atlet, olympijský vítěz v běhu na 400 metrů překážek z roku 1924.

## Život
V roce 1924 na americké předolympijské kvalifikaci překonal světový rekord v běhu na 400 metrů překážek časem 53,6. Rekord ale nebyl potvrzený IAAF. Ve stejném čase zvítězil v olympijském finále v Paříži. Znovu však jeho výkon nebyl uznán za nový světový rekord, protože shodil jednu z překážek, což podle tehdejších pravidel vylučovalo uznání výsledku za rekord.
O čtyři roky později, v roce 1928, se dočkal, když zaběhl světový rekord časem 52,0. V tomto roce skončil na olympiádě v Amsterdamu v běhu na 400 metrů překážek třetí. Stejného úspěchu dosáhl na olympiádě v Los Angeles v roce 1932. Byl tak prvním běžcem na 400 metrů překážek, který získal tři olympijské medaile.